# Берски етнографски музей
Берският етнографски музей (на гръцки: Λαογραφικό Μουσείο Βέροιας) е музей в град Бер (Верия), Гърция, посветен на традиционната култура на региона.

## Местоположение
Музеят е разположен в централната махала Кириотиса, зад катедралата „Св. св. Петър и Павел“ и митрополията, в сграда от XVIII век – Къща Сарафоглу, обявена за паметник на културата.

## Описание
Музеят представя богатата история и традиции на населението в Бер и Берско. Изложбената площ е разгърната в осем помещения на партера и в по пет помещения на първия и втория етаж.